# Émetteur de Gauré
L'émetteur de Gauré est une antenne d'une puissance d'environ 20 kW, qui transmet le programme de Sud Radio sur la fréquence ondes moyennes de 819 kHz, à Gauré, proche de Toulouse.
Le pylône a été construit pour remplacer l'Émetteur de Sud Radio au Pic Blanc en Andorre, qui n'est plus en service depuis 2011.
Le site a été démantelé en 2017.

## Liens
- http://perso.wanadoo.fr/tvignaud/galerie/am/31gaure.htm